# HARD RED FANTASIA
『HARD RED FANTASIA』（ハード レッド ファンタジア）は、鬼束ちひろの5作目（通算8作目）のPV集。

## 解説
2010年6月30日に発売された。元々は2009年10月28日にアルバム『DOROTHY』との同時発売が予定されていたが、発売延期となり、本作単一での発売となった。
本作は2007年から2009年にかけて発売されたシングル曲6曲に加え、アルバム『DOROTHY』の収録曲「STEAL THIS HEART」のPVを収録している。なお、鬼束は2010年6月をもってユニバーサルミュージックとの契約を終了しており、本作がユニバーサルミュージック在籍時に発表した最後の作品となる。

## 収録曲
1. everyhome
ディレクターは牧鉄馬。ピアノ演奏で小林武史が出演している。
2. 僕等 バラ色の日々
ディレクターは井上強。
3. 蛍
ディレクターはUGICHIN。
4. X
ディレクターは柿本ケンサク。コンテンポラリーダンサーの森山開次との共演となる。
5. 帰り路をなくして
ディレクターは柿本ケンサク。
6. 陽炎
ディレクターは柿本ケンサク。
7. STEAL THIS HEART
ディレクターは柿本ケンサク。バックバンドのミュージシャンとしてタレントで歌手のマイケル・リーヴァスが出演している。